# Autobahn Wenzhou–Lishui
Die Autobahn Wenzhou–Lishui oder Wenli-Autobahn (chinesisch 甬金高速公路, Pinyin Wēnlì gāosù gōnglù, englisch Wenli Expressway), chin. Abk. G1513, ist eine regionale Autobahn in der Provinz Zhejiang im Osten Chinas. Die 234 km lange Autobahn beginnt an der Autobahn G15 bei der Küstenstadt Wenzhou, führt in westlicher Richtung über Qingtian nach Lishui und mündet dort in die Autobahn G25 ein.